# Porcupine-Bank

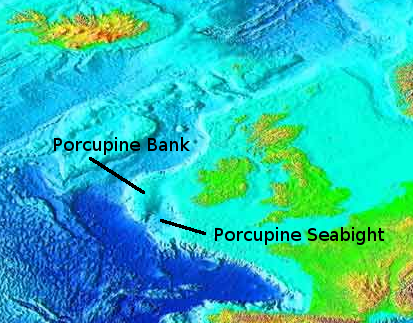
Porcupine-Bank und Porcupine Seebecken

Die Porcupine-Bank ist ein Teil des irischen Kontinentalschelfs im Nordatlantik etwa 200 km westlich von Irland. Sie erhebt sich bis 145 Meter unter den Meeresspiegel. Sie ist nach dem Forschungsschiff HMS Porcupine benannt, die sie 1862 entdeckte. Sie ist ein Standort für Riffe aus Kaltwasserkorallen. Südöstlich liegt das Porcupine-Seebecken.